# Fulko van Krakau
Fulko van Krakau of Pełka (overleden op 11 september 1207) was een telg van het adellijke geslacht Lisów (clan Lis) en tussen 1185-1207 de bisschop van Krakau. Hij was een aanhanger van de jonge Leszek I van Polen en vocht aan zijn kant tegen de afgezette groothertog Mieszko III. In deze oorlog wist de bisschop de ridders van Krakau en Sandomierz onder zich te scharen. Op verzoek van Fulko nam paus Urbanus III de Wawelkathedraal onder pauselijke bescherming. In 1203 stichtte de bisschop een ziekenhuis in Sławków.
Na de dood van Fulko in 1207 brak er een conflict uit tussen Wladislaus III Laskonogi en de aartsbisschop Henryk Kietlicz van Gniezno over een monopolie op het benoemen van bisschoppen in Krakau. Paus Innocentius III koos de kant van de bisschop en beslechtte de zaak.